# Expert XP-800
O Expert foi um computador fabricado pela Gradiente Eletrônica (que é mais conhecida como fabricante de consoles de videogame e de equipamentos de som Hi-Fi). 
Ele foi apresentado ao público na 5ª Feira Internacional de Informática. Esse evento foi no Centro de Exposições do Anhembi, em São Paulo, dos dias 23 a 29 de setembro de 1985. Porém a data oficial de lançamento no mercado foi 01 de dezembro de 1985, uma semana apenas após o lançamento do HotBit da Epcom, e apenas em tempo para o Natal de 1985, com uma campanha maciça da mídia em revistas, jornais e TV. Nos anúncios dos jornais o preço inicial ofertado era o equivalente a US$ 493,62 (USD) pela cotação da época.
A máquina foi claramente baseada no National CF-3000, com gabinete semelhante ao de um aparelho de som da Gradiente, um teclado individual com um conector exclusivo, sem o LED de Caps Lock e a tecla de reset, embora um soft-reset pudesse ser acionado bastando se pressionar qualquer uma das tampas dos slots de cartuchos.
O Expert XP-800 foi sucedido pelo Expert GPC-1 ("Gradiente Personal Computer") em 1987, e pelos Expert Plus e Expert DD Plus (sistemas com disco flexível embutido de 3½ " e 720 KB) em 1989. Os usuários brasileiros do Expert esperaram em vão pela versão MSX2, mas a Gradiente nunca chegou a produzi-la e descontinuou a linha MSX em 1991.

## Linha MSX no Brasil
O Expert da Gradiente e o Hotbit da Sharp foram os dois únicos representantes da linha MSX no Brasil. A CPU do Expert é o processador Z80A de 8 bits, que operava em conjunto com dois processadores auxiliares, dedicados a vídeo e a áudio. Essa arquitetura era considerada a mais avançada na área de 8 bits. O gabinete dos modelos 1.0 e 1.1 era na cor grafite, nos modelos seguintes (DD e DD Plus) a cor passou para preto.
O Expert foi projetado e fabricado originalmente com memória RAM de 80 Kbytes, sendo que destes, 16 Kbytes eram destinados para o vídeo e os 64 Kbytes restantes eram distribuídos em 4 páginas (0 a 3) de 16 Kbytes de memória. Nas páginas 0 e 1 ficavam espelhadas a ROM e o interpretador BASIC. O Expert utilizava aproximadamente 4 Kbytes da memória mapeada para armazenar variáveis para seu funcionamento. Os 28 Kbytes de memória restantes eram reservados para uso pelo usuário. 
A memória RAM podia ser expandida para um total de até 256 Kbytes, através de cartuchos. A ROM, com 32 Kbytes, continha o sistema operacional e o interpretador MSX-BASIC, sendo este idêntico ao utilizado nos micros compatíveis com a linha IBM/PC.
O Expert dispunha das seguintes linguagens de programação residentes: o Assembler Z80, o MSX-BASIC e o sistema operacional DISK-BASIC (ambas as versões do BASIC eram muito poderosas e repletas de recursos).
O Expert possuía 3 modos diferentes de funcionamento:
- Quando o Expert era ligado mantendo-se pressionada a tecla SHIFT, a interface de disco (interna) era ignorada. O BASIC residente funciona numa versão mais simples e pode ler e gravar programas apenas a partir de fitas cassete e de cartuchos.
- Quando o Expert era ligado sem pressionar nenhuma tecla e sem colocar o Disco-Mestre no acionador de disco, neste caso era assumido o DISK-BASIC, uma versão mais completa do BASIC em relação a opção 1, que podia ler e gravar programas em disquetes.
- Ao se ligar o Expert sem pressionar o SHIFT e com o Disco-Mestre inserido no acionador de disco, era carregado o MSX-DOS, que transfigura completamente o micro. Quando o MSX-DOS está no comando do Expert, sua organização interna muda de maneira drástica e seus recursos passam a ser completamente diferentes. Esse sistema era compatível, no nível de comandos, com o CP/M e passava a utilizar uma vasta biblioteca de programas tais como WordStar, dBase II, SuperCalc, MBASIC, Turbo Pascal, Fortran IV, etc. Nesse modo o MSX era reconfigurado deixando-o compatível com inúmeros outros computadores mas perdia algumas características do padrão MSX.

Através dos seguintes kits de conversão, fabricados pela ACVS e pela DDX, o Expert XP-800 podia tornar-se um MSX 2.0:
- 2.0 - permitia converter o Expert XP-800 em padrão MSX 2.0.
- 2+ - permitia converter o Expert XP-800 em padrão MSX 2+.
- Cartucho 2.0 - permitia converter qualquer MSX em 2.0 (fabricado pela ACVS).

O Expert deixou de ser fabricado pela Gradiente em 1990.

## Descrição do Sistema

### Teclado
O teclado é constituído de 89 teclas, possui suporte a gráficos e acentuação em Português. Acima e à esquerda, existem 5 teclas de função (F1 - F10), que, combinadas com a tecla SHIFT, podiam acessar até dez diferentes funções. A direita encontra-se o teclado numérico reduzido e abaixo, conforme o padrão MSX, as quatro teclas de movimentação do cursor são de tamanho grande.

### Vídeo
O Expert pode ser ligado em uma TV preto e branco ou a cores (padrão PAL-M) ou a um monitor de vídeo monocromático ou colorido. O monitor apresenta uma qualidade de imagem muito superior às da TV. O monitor MM12 de 12 polegadas, fabricado pela Gradiente, era monocromático em fósforo verde e com formato quadrado, controles externos de contraste, brilho, fundo invertido e redução da imagem.
O padrão MSX-1 dispunha de 4 tipos distintos de formato de tela
- SCREEN 0 - para exibição de texto de 24 linhas e 40 colunas
- SCREEN 1 - para exibição de texto de 24 linhas e 32 colunas
- SCREEN 2 - para exibição de gráficos de alta resolução, 256 x 192 (49152 pontos, com 16 cores)
- SCREEN 3 - para exibição de gráficos de baixa resolução

O SCREEN 3 “plota” pontos em baixa resolução, ou seja, cada pixel da SCREEN 3 é constituído por uma matriz de 4 x 4 pixels da SCREEN 2. Em contrapartida, cada um deles pode ter uma cor diferente. Quando o micro é ligado, assume a SCREEN 0. Os caracteres do MSX são definidos em uma matriz de 8 x 8 pixels.

### Periféricos
Entre os periféricos disponíveis, fornecidos pelo fabricante havia:
- Interface RS-232C + cartão de 80 colunas CT-80NET
- Cartão de 80 colunas CT-80E, com o editor (WYSIWIG) Astex embutido
- Gravador de dados DR-1 data recorder (cinza)
- Joystick analógico JS-1 (cinza)
- Joystick analógico JS-2 (preto)
- Adaptador de vídeo composto RGB para RF modelo TA-1
- Monitor monocromático (display verde) MBW-12 (gabinete cinza)
- Monitor monocromático (display verde) MBW-12 plus (gabinete preto)
- Modem Expert DM-1 (300-1200 bps)
- Modem Expert TM-2 (300-2400 bps)
- Multimodem Telecom Módulo TM-1 300/1200

OBS.: todas as unidades do Multimodem Telecom foram vendidas para companhia telefônica estatal de São Paulo para serem disponibilizadas para acesso comercial ao sistema de Videotexto
Havia ainda periféricos que eram exibidos nas fotos das caixas do produto, mas nunca efetivamente lançados no mercado:
- Gravador de dados DR-2 plus (preto - aparece apenas na caixa do Expert Plus)
- Monitor colorido, de 16 polegadas, RGB (aparece apenas na caixa do Expert Plus)

A Gradiente desenvolveu para o Expert toda uma família de periféricos. O monitor de vídeo monocromático MM12, o joystick JS-1, o gravador de dados DR-1, o modem TM-1, o adaptador de TV TA-1 entre outros.
O Expert se transformava em um terminal de videotexto (Telesp) e Cirandão (Embratel) mediante a inserção de um cartucho TM-1. O TM-1 era formado por um modem de 1.200/75 bauds e interface serial, com discador telefônico, conector de entrada e saída padrão RS-232C, e programável desde 50 a 19.200 bauds.
Na parte frontal havia dois encaixes onde são conectados cartuchos (cartucho A - slot 1, cartucho B - slot 2) onde pode-se encaixar memória pré gravada, expansões ou interfaces de periféricos. Na parte esquerda havia os dois conectores para joysticks (fabricação própria ou qualquer outro padrão Kempston/Atari) ou mouse. No lado direito, o drive de 3,5 polegadas (na versão DD Plus).

### Armazenamento
Quando foi estabelecido o padrão MSX, foi escolhido como disco flexível padrão, com o tamanho de 3½ polegadas (720 Kbytes), pois apresentava a melhor razão custo/benefício em relação à confiabilidade e a quantidade de informação armazenada. Porém, como o drive mais popular à época era o de 5¼ polegadas (360 Kbytes), era possível utilizá-lo através de uma interface externa (tipo cartucho) conectada a um dos slots. 
O acionador assumia os drives A/B, devido à prioridade dos slots A e B sobre o slot interno onde se encontra a interface de disco do drive de 3,5 polegadas, que funcionava como C/D. Já na versão Expert DD Plus, lançada em 1989, havia um drive de 3½ polegadas embutido no gabinete. A formatação de disco do MSX era idêntica à do IBM/PC, e esta característica permitia a troca de informações entre essas linhas.
Na parte traseira da unidade central, estão localizadas as saídas de conexão dos periféricos, como vídeo RGB e/ou monocromático, da impressora paralela padrão Centronics, do gravador de dados e áudio entre outras. A Gradiente disponibilizava uma interface opcional para comunicação que acoplava até oito diferentes expansões, inclusive modem; dessa forma, era possível o acesso a bancos de dados públicos, como o Cirandão, da Embratel.
Através dos modems podiam ser acessados os serviços de Videotexto ou o Cirandão da Embratel. O Expert também podia usar periféricos da Epcom (fabricante do HotBit) e de outras empresas.

## Design
Nos modelos Expert 1.0 e 1.1, era predominante a cor cinza; já no modelo 1.2, que foi lançado posteriormente para ser compatível na ROM com o recurso de acentuação da língua portuguesa; com o modelo Expert da Gradiente, ele passou a ser produzido totalmente na cor preta. O teclado era destacado, do tipo máquina de escrever e semelhante ao do IBM PC em alguns aspectos, com 89 teclas, com suporte a gráficos, e acentuação em português, além de possuir 5 teclas de função programáveis (F1 até F10).

### Display
A conexão de vídeo podia ser realizada com o uso de uma TV (através do cabo RF do computador ao adaptador baloon, e deste à antena da TV) ou a um monitor de vídeo composto RGB e caixas de som, conectando cabos de áudio e vídeo RCA na parte posterior do micro, aos mesmos. A resolução de vídeo em modo texto era 40 colunas x 24 linhas ou 32 colunas x 24 linhas. Em modo gráfico, a resolução total era de 256x192 pixels com 16 cores. Através de uma expansão de 80 colunas, era possível ampliar a capacidade da tela do monitor ou TV para 80 colunas de texto. Isso era essencial para rodar o sistema CP/M.

## Especificações Técnicas
| Nome                | Expert XP-800 |
| Fabricante          | Gradiente |
| Tipo                | Computador |
| Origem              | Brasil |
| Lançamento          | 1985 |
| Descontinuado       | 1990 |
| Linguagem interna   | Microsoft Extended Basic (MSX Basic V1.0) |
| Teclado             | - Teclado full-stroke, com 5 teclas de função e 4 teclas de navegação, total de 89 teclas. - Caracteres especiais da língua portuguesa.                                                                                     |
| Processamento       | \| CPU \| Processador Zilog Z-80A c/ clock de 3,58 MHz \| \| Vídeo \| Processador de vídeo Texas Instruments TMS-9128NL \| \| Som \| Gerador de som programável General Instruments AY-3-8910, com 3 canais de 8 oitavas \| |
| Memória             | - RAM de 64 KB (28 KB livre com MSX Basic) - VRAM 16 KB - ROM 32 KB BASIC/BIOS (MSX BASIC V1.0) |
| Modos de texto      | - Modo 0: 40 x 24 - Modo 1: 32 x 24 |
| Modos gráficos      | - Modo 2: 256 x 192 com 16 cores (modo de alta resolução) - Modo 3: 64 x 48 com 16 cores (modo Multicor) - Recursos: 32 sprites - Cores: 16 cores                                                                           |
| Dimensões           | 405 x 280 x 58 mm |
| Peso                | 3,2 Kg |
| Portas E/S          | - 1 Saída de áudio - 2 portas de joystick - 1 slot de cartucho - 1 interface de fita K-7 (1200/2400 bauds) - 1 saída de vídeo composto (PAL-M) - 1 saída de TV RF - 1 saída de Impressora/interface Centronics              |
| Sistema Operacional | MSX BASIC, MSX-DOS, CP/M |
| Alimentação         | Fonte interna, 120/220V AC 60Hz |
| Documentação        | - Manual do Usuário XP-800 - Manual de BASIC XP-800 - Guia de Periféricos |
| CPU                 | Processador Zilog Z-80A c/ clock de 3,58 MHz |
| Vídeo               | Processador de vídeo Texas Instruments TMS-9128NL |
| Som                 | Gerador de som programável General Instruments AY-3-8910, com 3 canais de 8 oitavas |